# Mohamed Bernoussi
Mohamed Bernoussi a été nommé au siège du ministère à Rabat le 2 mars 2009 Secrétaire général au ministère chargé de la communauté marocaine résidant à l’étranger (MRE). Il a été auparavant consul du Maroc à Cergy Pontoise puis à Marseille ou ses méthodes ont été décriées par la communauté,. Durant son mandat, il prend des positions en affirmant qu'il n'existe pas de problème de racisme envers les citoyens français d'origine marocaine. Il met également en avant le rôle que peuvent jouer les jeunes de la communauté marocaine dans la consolidation des relations internationales. Il est limogé de son poste de secrétaire général de la MRE le 13 mars 2013,. 